# Tomba della Tassinara

La Tomba della Tassinara  ou Tassinaia (littéralement « tombe de la Tassinara »)  est une tombe étrusque proche de la ville de Chiusi, dans la province de Sienne en Toscane, à la limite de l'Ombrie.

## Description
La Tomba della Tassinara, l'une des tombes étrusques de Chiusi, se trouve à l'est  de la ville, près de la catacomba di San Mustiola et est datée du IIe siècle av. J.-C.
La tombe a camera est composée d'une petite chambre quadrangulaire à voûte en berceau creusée dans le grès. Les parois sont décorées par application directe de la peinture. Sur les parois de l'entrée et du fond on peut voir deux grands boucliers entre deux festons tandis que les parois latérales sont décorées avec les représentations des défunts avec leur nom et des festons.
Un sarcophage en terre cuite qui se trouvait sur la paroi du fond est conservé au Musée archéologique national de Chiusi. Le couvercle figuré représente  un homme d'un âge avancé, tenant le rotolo del destino (« rouleau du destin »).
La tombe, appartenant à un propriétaire privé, est difficilement visitable.

## Sources
- (it) Cet article est partiellement ou en totalité issu de l’article de Wikipédia en italien intitulé « Tomba della Tassinara » (voir la liste des auteurs).